# Walk Along
Chansons représentant les Pays-Bas au Concours Eurovision de la chanson
Calm After the Storm
(2014) Slow Down
(2016)
Walk Along (en français « Marcher le long ») est la chanson de Trijntje Oosterhuis qui représente les Pays-Bas au Concours Eurovision de la chanson 2015 à Vienne.
Le 19 mai 2015, lors de la 1re demi-finale, elle termine à la 14e place avec 33 points et par conséquent n'est pas qualifiée pour la finale.